# 東北大学学術資源研究公開センター植物園
東北大学学術資源研究公開センター植物園（とうほくだいがくがくじゅつしげんけんきゅうこうかいセンターしょくぶつえん）は、東北大学が設置する自然植物園。略称は「東北大学植物園」。公益社団法人日本植物園協会及び植物園自然保護国際機構 (BGCI) 加盟園。

## 組織・呼称
大学の学内共同教育研究施設等としての「東北大学学術資源研究公開センター植物園」は以下の2つの施設により構成される。
- 本園（宮城県仙台市青葉区荒巻字青葉12番地。ただし本館の住所は青葉区川内12番地の2）
- 八甲田山分園（青森県青森市大字荒川字南荒川山1番地1）

東北大学史料館、東北大学総合学術博物館とともに、東北大学学術資源研究公開センターに置かれる業務組織である。
本園については「東北大学青葉山植物園」または「青葉山植物園」という通称も浸透している。

## 立地

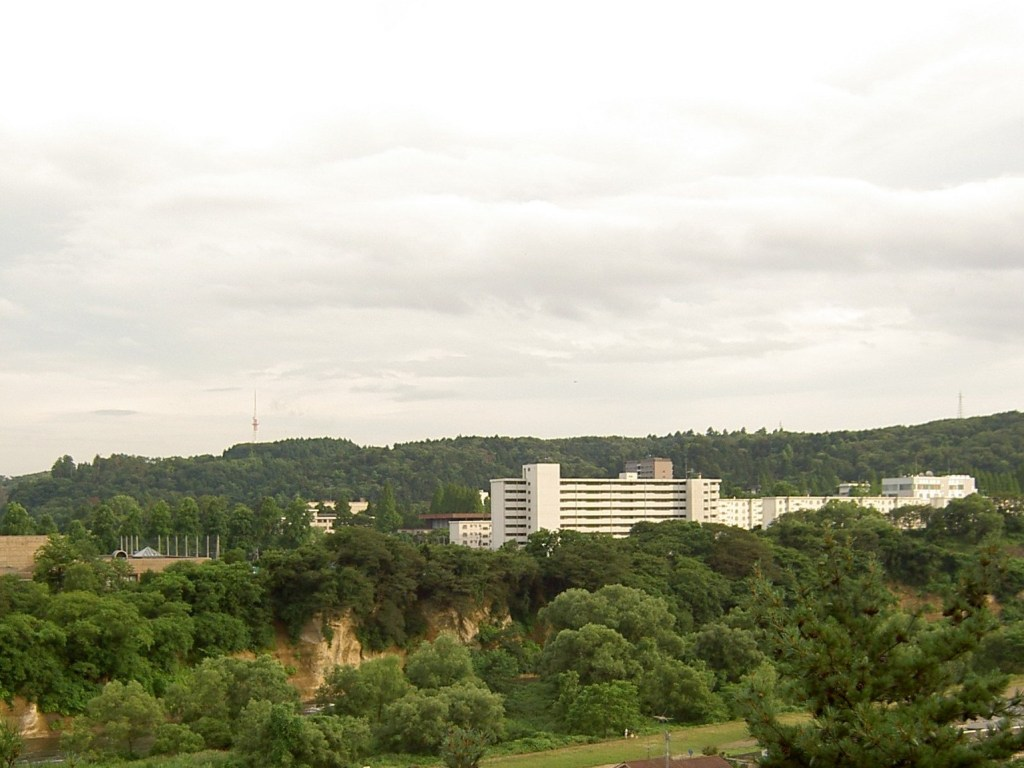
青葉山

仙台市都心部の西側、青葉山の東端に位置している。東北大学川内キャンパス、同青葉山キャンパス、及び仙台城本丸跡に隣接しており、南側は竜ノ口渓谷となっている。
敷地面積は約59万m2。そのうち、約39万m2が文化財保護法に基づく国の天然記念物「青葉山」、及び同法に基づく国の史跡「仙台城跡」の一部に指定されている。また全域が鳥獣保護法に基づく宮城県指定鳥獣保護区であり、特に天然記念物指定区域は特別保護地区の一部となっている。さらに仙台市の「広瀬川の清流を守る条例」に定められた特別保護区域にも指定されている。仙台市の「杜の都・仙台 令和版 わがまち緑の名所100選」にも選ばれている。

## 施設

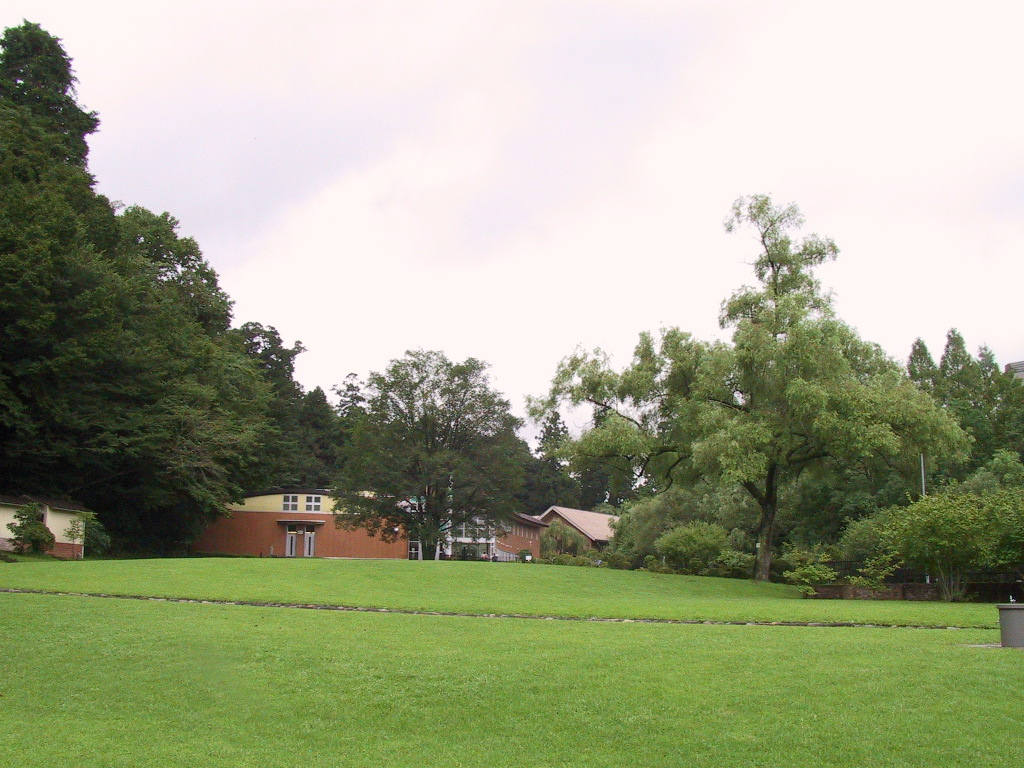
本館前の芝生広場

敷地の北東部には、川内キャンパスに隣接して本館（研究棟）、記念館（津田記念館）、ヤナギ館（標本庫）および駐車場がある。記念館の背後は苗圃（ヤナギ園）になっている。
本館の前は広い芝生になっており、その先にはロックガーデンと湿生植物園が設けられている。さらに、天然記念物指定区域を周遊する観察路の入口がある。
本館には2007年現在、東北大学理学部・大学院生命科学研究科の植物構造機能進化学研究室が入っており研究教育活動を行っている。この他、本館には受付窓口、展示ホール、講義室等がある。展示ホールには主に天然記念物「青葉山」の生態系について、各種の標本を用いた展示がある。
記念館およびヤナギ館はハーバリウムとして使用されており一般には公開されていない。特に記念館は東北帝国大学で植物学を学んだヒマラヤ製菓創始者・津田弘の寄付により建てられたものであり、大学のハーバリウムとしては日本最大規模の施設である。

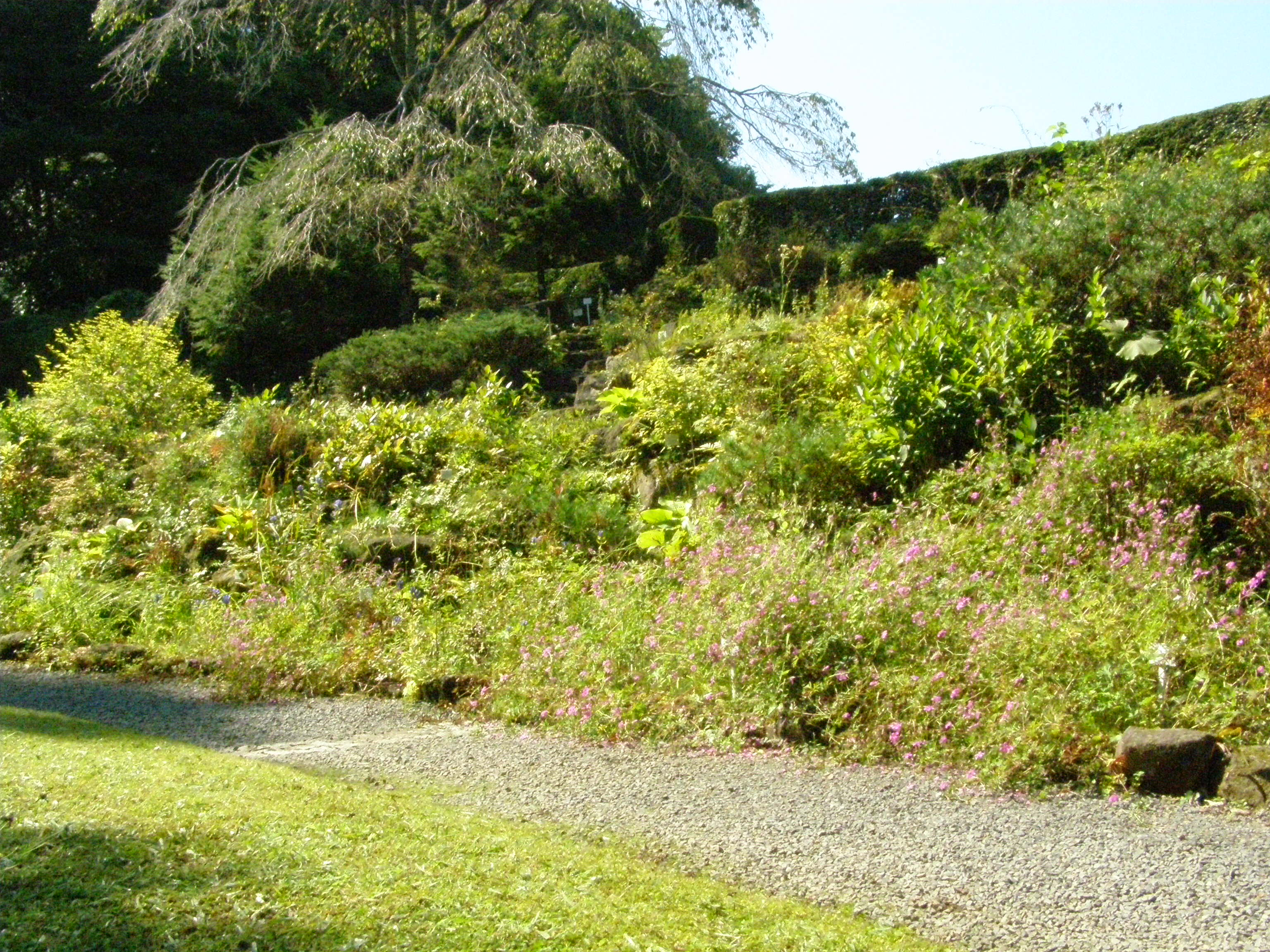
ロックガーデン

ロックガーデンには高山性の種をはじめとして各地から収集された植物が植栽展示されている。また湿生植物園では池、ミズゴケ園、アシ原等変化に富んだ環境が整備され、ミズバショウやアヤメ科植物などが植栽されている。
園内観察路は天然記念物指定区域を周遊する形で整備されており、ほぼ全線が森林の中を通る道である。主に渓流沿いの道と台地上の道及び、その間を結ぶ尾根伝いの道からなる。各路線には「モミノキ道」や「カタクリ道」といった愛称がつけられているが、園内案内板やパンフレットでは採用されておらず、青葉山ゲート（後述）に設置された案内板と展示室ジオラマ及びウェブサイト上の地図でのみ見ることができる。また、観察路の分岐点などには番号道標が設定されているが、いくつか欠番がある。これは過去の災害が原因で廃止された路線の名残である。園内の標高差は90mほどあるため、特に尾根伝いの道は勾配が比較的きついが、沿線には随所にベンチや東屋が設置されている。観察路の途中には「望洋台」と「見晴台」と名付けられた2つの広場があり、水飲み場や水洗トイレが設けられている。両広場とも森林に囲まれており、その名に反して眺望は良くない。望洋台広場では仙台地方に自生しない植物を中心に植栽展示がされており、稀なサクラの品種であるセンダイヨシノも植栽されている。見晴台広場には退園専用のゲート（南門）があり、園内を走る市道青葉山亀岡線沿いに出ることができる。天然記念物指定区域の山林はこの市道によって南北に分断されている。市道より南側の竜ノ口渓谷までの区域には観察路等は一切設けられておらず、一般公開もされていない。市道の下には南北の区域をつなぐ形で小動物の移動に配慮したアンダーパスが設置されている。
この植物園は敷地面積の大部分が各種法令で保護された自然林であり、植物園であると同時に小規模ながら自然公園等に近い性質を持った施設でもある。

## 沿革
現在の敷地一帯はかつて「御裏林（おうらばやし）」と呼ばれ、1600年に伊達政宗によって仙台城の築城が開始されて以来、江戸時代を通じて同城本丸背後の防衛と水源涵養を主な目的として一般人の立ち入りや樹木の伐採が厳しく規制されていた。明治維新後は陸軍第2師団の管理下におかれ、さらに太平洋戦争終結後は進駐軍用地となったが、この間も一般人の立ち入りは制限されていた。1958年に東北大学に移管され、理学部附属青葉山植物園として開園。1972年、旧御裏林一帯はその学術上の重要性（後述）から国の天然記念物に指定された。
- 1958年 - 理学部附属青葉山植物園として開園。翌年から一般公開開始。
- 1972年 - 敷地内の約39万m2が「青葉山」として国の天然記念物に指定される。
- 1996年 - 進駐軍以来の建物を利用していた旧展示館及び研究棟に代わり、現在の本館が落成。
- 2000年 - 大学院理学研究科附属植物園となる。
- 2003年 - 天然記念物指定区域が国の史跡「仙台城跡」の一部となる。
- 2005年 - 東北大学植物園となる。
- 2006年 - 東北大学史料館、東北大学総合学術博物館とともに、東北大学学術資源研究公開センターに統合される。
- 2007年 - 青葉山ゲート供用開始。

## 天然記念物「青葉山」
天然記念物指定区域一帯は数百年にわたってほとんど人の手が入ることがなかった（→沿革）。そのため仙台市という100万都市の中にありながら、この地方の低山帯における潜在自然植生に極めて近いと考えられる森林がほぼ極相に達した状態で残存している。
仙台地方の気候的極相林とは、モミを優占樹種とする中間温帯林である。
中間温帯林とは冷温帯と暖温帯の境界付近に発達する森林で、林内においては冷温帯性の落葉広葉樹や暖温帯性の常緑広葉樹は共に優占樹種とはならず、モミやツガなどの温帯性針葉樹が優占する。
青葉山の場合、高木層では樹齢300年近いモミの巨木が優占し、亜高木層では中間温帯性落葉広葉樹（イヌブナ、コナラなど）を優占種としてそれらに冷温帯性落葉広葉樹（ブナ、ミズナラなど）と暖温帯性常緑広葉樹（カシ類、シロダモなど）が混生している。なお、このような森林は仙台地方が分布の北限となっている。
中間温帯林では生息する動植物の種類が豊富で、林内の生物多様性が高いことが知られている。青葉山の林床には豊かな森林を好むラン科の腐生植物が多く自生し、中にはヒメノヤガラなど希少な種も含まれる。またカヤランなどの着生植物にも富む。園内に自生する植物は高等植物（種子植物及びシダ植物）だけでも700種近くにものぼる。またこのような豊かな植物相を背景に、園内にはニホンカモシカのような大型哺乳類をはじめとした多様な動物も生息しており、オオタカなどの猛禽類を頂点とする複雑な食物網を構築している。
しかし、こうした中間温帯林は元来分布域が限られている上、有史以前から人間活動に伴って伐採され続け、今日ではほとんど消滅してしまっている。青葉山が天然記念物に指定されている理由は、このような生態学上重要かつ希少である豊かな生態系が大都市近郊に存在していることに学術的な価値があるためである。

## 植物園としての活動
ヤナギ科植物の系統保存
日本におけるヤナギ科植物研究の第一人者であった初代園長・木村有香博士以来、ヤナギ科植物の系統保存に取り組んでいる。国内外から収集された400近い系統が保存されており、ヤナギ科植物のコレクションとしては世界随一の規模である。園内では苗圃や駐車場周辺、広場等、いたるところに多くのヤナギ科植物が植栽され、春から夏にかけては綿毛に包まれたヤナギの種子（柳絮）が無数に舞う情景が見られる。
種子交換事業
世界各地の植物園や研究機関との間で研究教育を目的とした種子交換事業を行っている。本館展示ホールで事業の概要についての展示がある。
モニタリングサイト1000
2002年に策定された新・生物多様性国家戦略に基づき環境省生物多様性センターが実施する「モニタリングサイト1000」事業に参加している。この事業では、日本各地の約1000か所に調査サイトを設置し基礎的環境データを長期にわたって蓄積することで、自然環境の変動を早期に把握することを目的としている。
園内では天然記念物のモミ林内に調査サイトが設けられており、観察路沿いに事業についての解説板が設置されている。
その他
一般市民を対象とした公開講座や企画展を随時開催している。

## 園内の旧跡・遺構
- 最上古街道跡
- 蒙古の碑・青葉山の碑（正安の碑）
- 残月亭跡 - 伊達家ゆかりの茶室の跡。
- 御清水（おすず） - 仙台城本丸の水源であった湧水。非公開。
- 堀切跡
- 切通し跡
- 二の丸の杉並木 - 仙台市指定天然記念物。

## 一般入園

### 開園期間・時間
- 春分の日-11月30日。毎週月曜日休園（月曜日が祝日の場合は翌日火曜日）。
- 9:00-17:00（入園受付は16:00まで）

### 入園料
※5月4日（みどりの日・植物園の日）と11月3日（文化の日）は無料。
※東北大学学生・教職員は無料（学生証・職員証の提示が必要）
- 一般
  - 大人 - 220円
  - 小人 - 110円
- 団体（30名以上、青葉山ゲートからの団体入園は不可）
  - 大人 - 170円
  - 小人 - 90円
- 年間パスポート（本館受付で発行、1年間有効。青葉山ゲートでも使用可）
  - 大人 - 1000円
  - 小人 - 500円

### 出入口
- （北東）本館受付、川内出口（旧正門、退園専用）。川内キャンパス、仙台城大手門跡、都心部側
- （西）青葉山ゲート（無人）。青葉山キャンパス側。
- （南）南門（退園専用）。仙台城天守台まで徒歩約10分。

※川内キャンパス側から入園する場合は、基本的に本館内を通って入園する。
※青葉山ゲートから入園する場合は、隣接するコンビニエンスストア「デイリーヤマザキ東北大学工学部東店」で入園券を求める。

### 注意事項
- 園内（駐車場も含む）は全域にわたって禁煙となっており、酒類の持ち込みもできない。また灰皿やごみ箱は設置されていない。さらに、生態系に影響を与える各種行為（動植物の採集、騒音、スポーツ、ペットの持ち込み等）も禁止されている。駐車場では、植生保護のために前向き駐車が定められている。
- 一般来園者に公開されているのは、本館内展示ホール、ロックガーデン、湿生植物園、及び園内観察路のみであり、その他の区域には原則として立ち入りが禁止されている。ただし、敷地の北西部には青葉山キャンパスと川内山屋敷地区を結ぶ形で歩道があり、主に工学部への通学・通勤路として利用されている。

## アクセス
- 最寄バス停（仙台市交通局・仙台市営バス）
  - 東北大川内キャンパス・萩ホール前（本館）
  - 青葉山植物園西（青葉山ゲート） - 仙台市観光シティループバス「るーぷる仙台」も停車する。
- 最寄駅（仙台市交通局・仙台市地下鉄東西線）
  - 国際センター駅、川内駅
- 駐車場
  - 本館前：30台分（うち身体障害者用2台分）、バス約3台分。
  - 青葉山ゲート：無し。

## 周辺施設
- 東北大学川内キャンパス
- 東北大学青葉山キャンパス
- 東北大学百周年記念会館
- 仙台城跡・青葉山公園
- 仙台国際センター
- 仙台市博物館
- 仙台市八木山動物公園
- 八木山ベニーランド
- 宮城県美術館
- 宮城縣護國神社

## 八甲田山分園

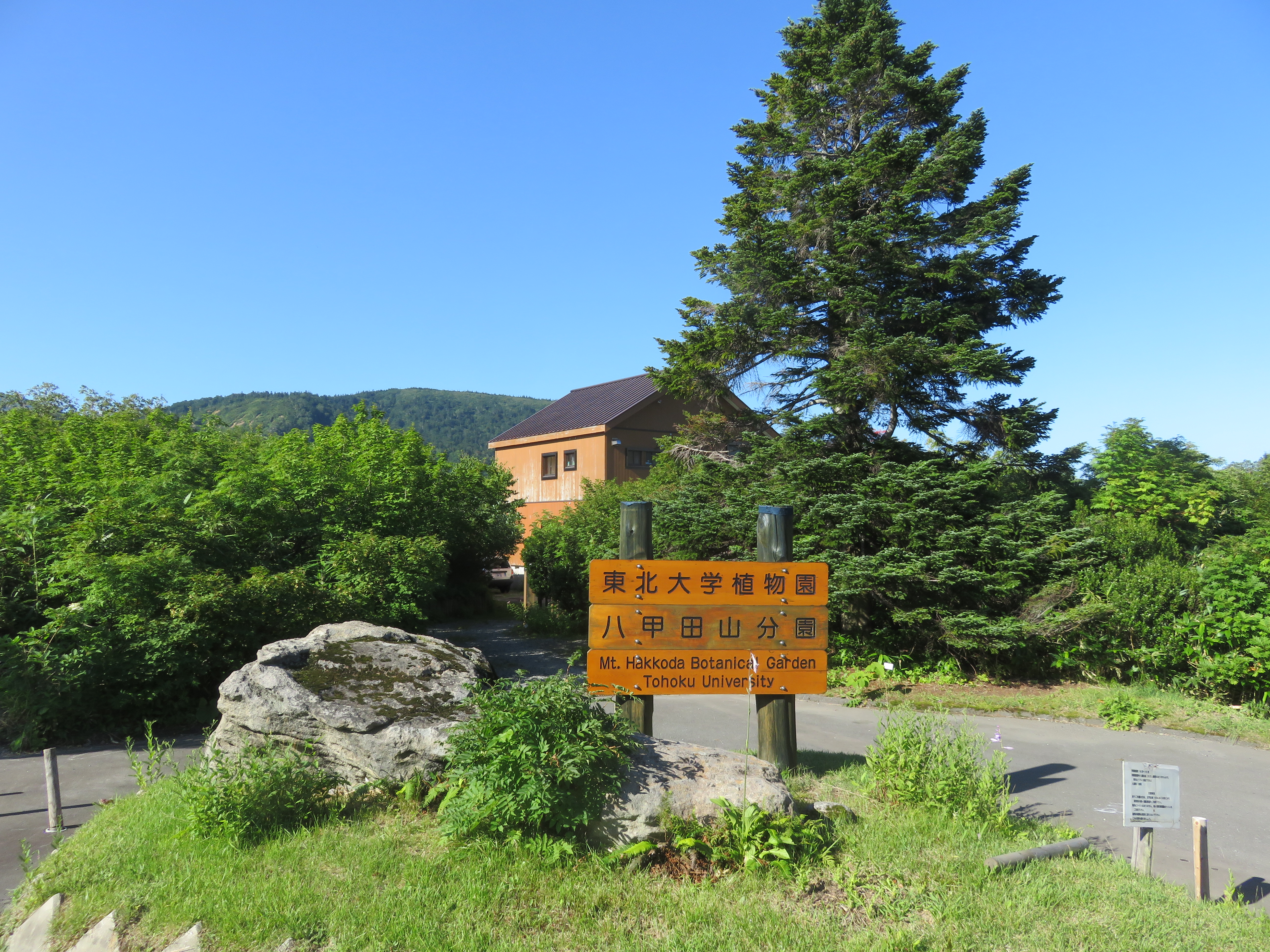
東北大学植物園八甲田山分園

### 概要
十和田八幡平国立公園内、八甲田山の南麓に位置する。標高は海抜約900mで、面積は約7.5万m2。すぐ側には千人風呂で有名な酸ヶ湯温泉がある。
園内はダケカンバやオオシラビソを中心とした亜高山帯の自然植生に覆われ、林床にはハクサンシャクナゲやイワカガミ、オオバキスミレなどがみられる。また敷地の中央部には爆裂火口跡に形成された高層湿原「極楽沼」があり、モウセンゴケやワタスゲ、サワギキョウ等がみられる。
園内には実験棟と研究者宿泊棟があり、また周遊観察路が設けられている。観察路からは「まんじゅうふかし」と呼ばれるふかし湯に行くことができる。
開園期間は6月1日-10月31日で、入園料は無料。

### 沿革
- 1929年 - 東北帝国大学理学部生物学教室の八甲田山植物実験所として開設。
- 1966年 - 東北大学理学部附属八甲田山植物実験所となる。
- 2000年 -大学院理学研究科附属八甲田山植物実験所となる。
- 2004年 - 大学院理学研究科附属植物園八甲田山分園となる。
- 2005年 - 東北大学植物園八甲田山分園となる。